# Malmøkonventionen (1848)
Malmøkonventionen var en dansk-preussisk aftale under Treårskrigen. Konventionen blev indgået den 26. august 1848 i Malmø. På det tidspunkt var hele Slesvig (Sønderjylland) på nær Als og Ærø besat af tyske tropper. Ifølge aftalen skulle hertugdømmerne rømmes af de danske og tyske tropper og magten overdrages til en dansk-preussisk fællesregering, som skule afløse insurgenternes provisoriske regering. Fællesregeringen kom dog aldrig til at fungere. Konventionens kommissærer var de to underhandlere Holger Reedtz (Danmark) og von Wildenbruch (Preussen).

## Baggrund
Den 24. marts 1848 udråbte tyske slesvig-holstenerne en provisorisk regering i Kiel. Samme dag overtog oprørsstyrker under kommando af den provisoriske regerings krigsminister, Frederik af Nør, den danske fæstning i Rendsborg. Efter overrumplingen af Rendsborg trængte de slesvig-holstenske tropper mod nord, men blev slået tilbage den 9. april i slaget ved Bov. Preussen og det tyske forbund besluttede imidlertid at komme oprørerne til hjælp og den 18. april 1848 erklærede det tyske forbund Danmark krig samtidigt med at preussiske tropper under general Wrangel rykkede op gennem Holsten. I sommeren 1848 var Holsten og store dele af Slesvig (Sønderjylland) besat af tyske (især preussiske) forbundstropper og slesvig-holstenske tropper. 
På initiativ af Storbritannien, Rusland og Frankrig kom det i juni 1848 til forhandlinger mellem Preussen og Danmark. Den 2. juli 1848 blev der endelig indgået en aftale om en våbenstilstand og en fælles dansk-tysk regering, som dog ikke kom i stand på grund af grund af general Wrangels modstand og komplikationerne på tysk side. I anden omgang den 26. august 1848 lykkedes det dog af få aftalen på plads. En stor del af de preussiske og danske tropper skulle trækkes ud af hertugdømmerne, den slesvig-holstenske hær skulle skæres ned og splittes op i en slesvigsk og holstensk del. Den provisoriske regering skulle træde tilbage den 26. august 1848 og erstattes af en dansk-preussisk fællesregering, som i samvirke skulle regere begge hertugdømmer. Den provisoriske regerings love skulle kun få gyldighed, hvis fællesregeringen satte den i kraft igen. Våbenstilstanden skulle gælde gælde for syv måneder (og ikke som først aftalt for tre måneder). 
Under forhandlingerne foreslog briterne en deling af Slesvig. Det viste sig, at selv de danske nationalliberale var ved at affinde sig med tanken om en deling . Udenrigsminister F.M. Knuth gik ind for en grænsedragning ved linjen Gelting-Nibøl-Husum og Orla Lehmann skitserede i juni en tredeling af Slesvig i en rent dansk (nord for Bov-Møgeltønder), en rent tysk (syd for Slien-Dannevirke-Husum) og en blandet del. I den danske offentlighed vakte forslagene om en deling forargelse. I løbet af september 1848 fremkom der tolv underskriftindsamlinger mod forslaget fra den dansktalende del af Slesvig . Heller ikke fra slesvig-holstensk side var man indstillet på at dele hertugdømmet. Og den 18. september 1848 afviste Frederik 7. tanken om en deling  med ordene Det skal ej ske .
Traktaten blev den 22. februar 1849 opsagt af Danmark. Herefter begyndte anden fase af Treårskrigen.